# Sismo no Tibete em 2025
Em 7 de janeiro de 2025, às 09h04 CST (UTC+8), um sismo de magnitude 7,1 atingiu o Condado de Tingri, localizado na Região Autônoma do Tibete, no sudoeste da China. Pelo menos 126 pessoas perderam a vida e outras 188 ficaram feridas na região. O terremoto também deixou 13 feridos no Nepal e causou danos leves no norte da Índia, com tremores fortes sentidos em toda a região do Sul da Ásia. Foi o maior terremoto registrado na China desde janeiro de 2024 e o mais mortal desde dezembro de 2023.

## Sismo

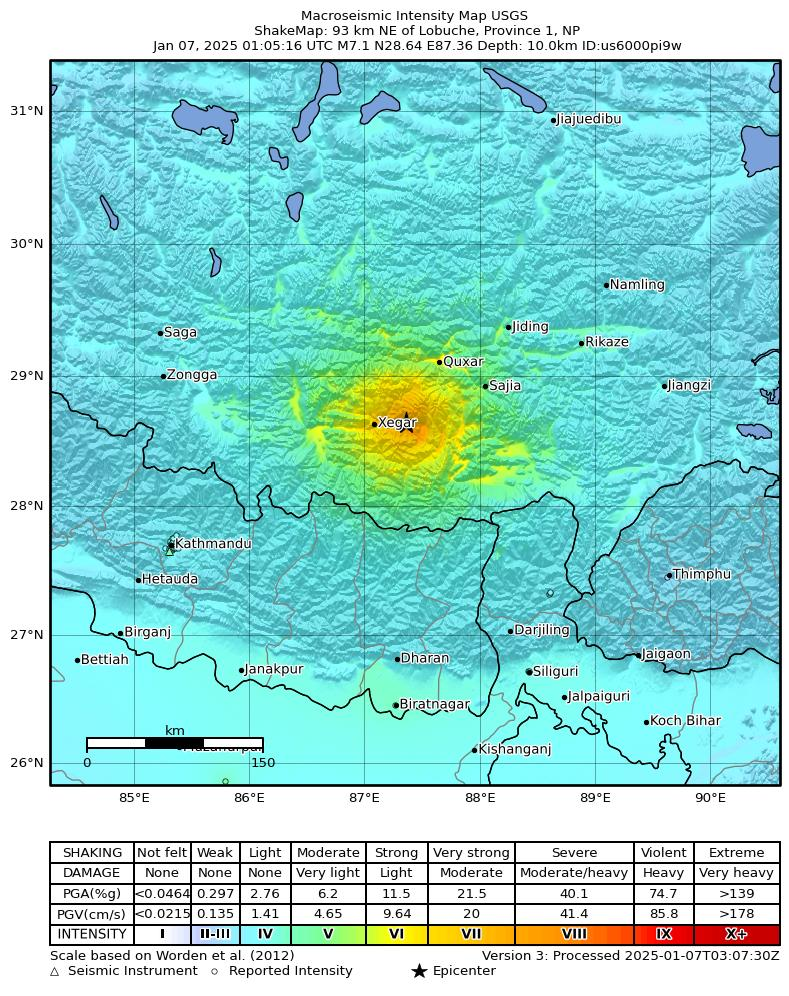
Mapa Shake USGS

O Serviço Geológico dos Estados Unidos (USGS) informou que o terremoto teve uma magnitude de momento (Mww) de 7,1, enquanto o Centro de Redes de Terremotos da China (CENC) relatou uma magnitude de 6,8 (Ms). O evento ocorreu devido a uma falha normal dentro do Planalto Tibetano. As soluções de mecanismo focal indicam que a ruptura ocorreu em uma falha com orientação norte-sul, inclinada moderadamente para leste ou oeste. O epicentro foi localizado em Tsogo Township, no Condado de Tingri, uma área com altitude média de 4 500 metros.
A magnitude de momento (Mww) e a magnitude das ondas de superfície (Ms) são formas ligeiramente diferentes de medir a força de um terremoto; a magnitude de momento é um método mais recente que calcula a energia total liberada pelo evento.
Sismólogos do Centro de Redes de Terremotos da China apontaram que o terremoto teve origem em Lassa. A atividade geológica na região causa compressão norte-sul e extensão leste-oeste, que são acomodadas por falhas tectônicas.

### Intensidade
A Universidade de Tecnologia de Chengdu relatou uma intensidade sísmica máxima na China de IX, que foi registada em seis municípios numa área de 671 km2.
O tremor foi amplamente sentido em grande parte do sul da Ásia, chegando a Catmandu, a capital do Nepal, a aproximadamente 400 km do epicentro, onde os moradores fugiram de casa com medo. Foram também sentidos fortes tremores em áreas próximas ao Monte Everest, incluindo Lobuche e Namche. Os efeitos do terremoto estenderam-se a Thimphu, a capital do Butão, bem como aos estados de Biar, Assão e Bengala Ocidental, no norte da Índia, bem como à capital de Bangladesh, Daca, e a outras partes do país. Mais de 150 tremores secundários se seguiram ao tremor principal.

## Resposta

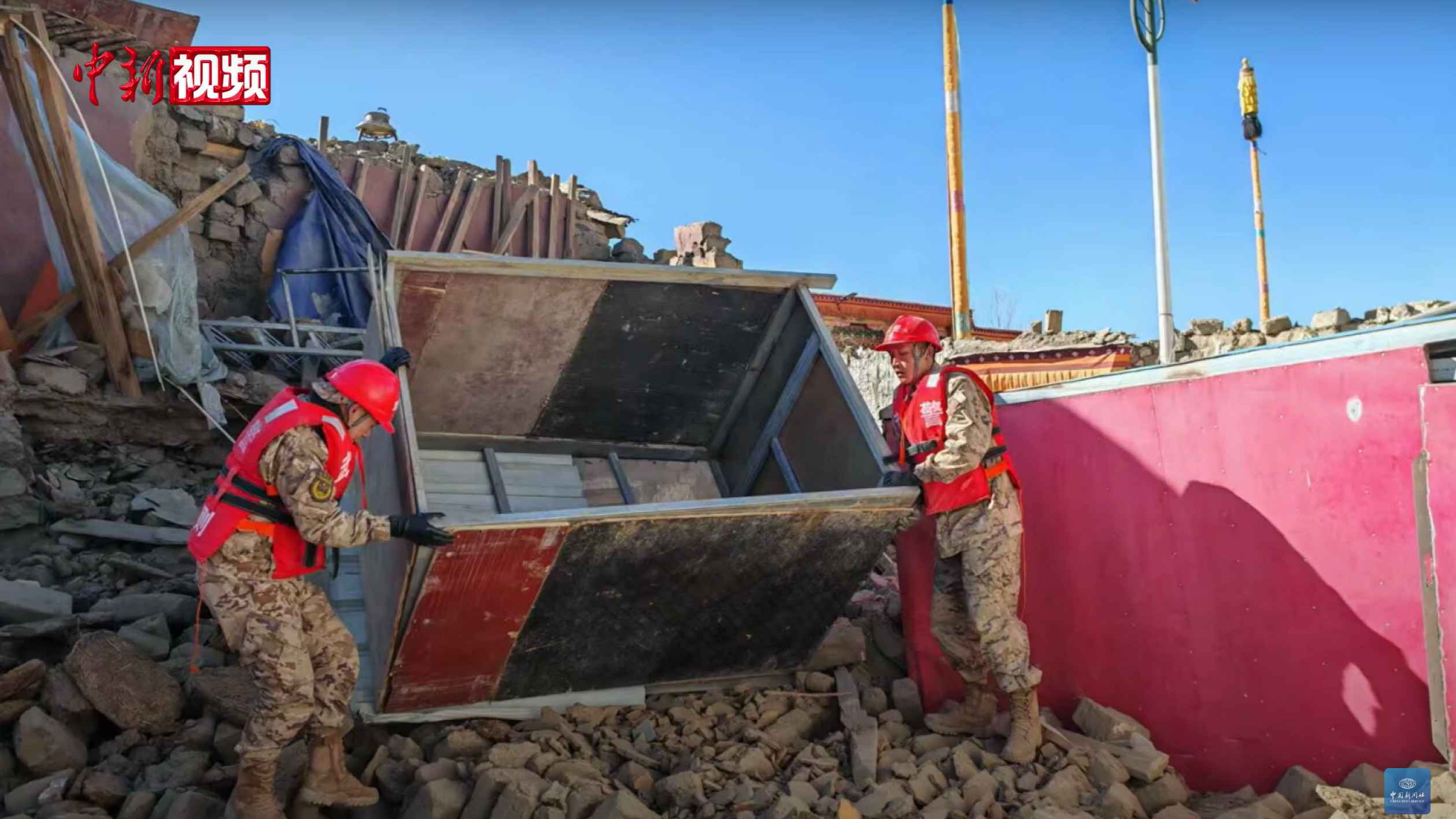
Bombeiros ajudando no resgate das pessoas afetadas pelo Terremoto

Após o terremoto, mais de 3 400 profissionais de resgate, 340 trabalhadores da área médica, 75 veículos, quatro cães de busca e 7 030 conjuntos de equipamentos foram enviados para o epicentro. A Agência Meteorológica da China emitiu um alerta de emergência de nível três para a região. Para evitar mais vítimas durante possíveis réplicas, os moradores foram evacuados. Autoridades locais alocaram recursos dos departamentos de transporte, abastecimento de água e administração de vilarejos para auxiliar nos esforços de resgate.
O Comando de Alívio de Terremotos do Conselho de Estado e o Ministério de Gestão de Emergências, em conjunto com a Administração Nacional de Reservas Estratégicas e Alimentares, distribuíram 22 000 unidades de suprimentos de ajuda centralizados, incluindo tendas de algodão, casacos de algodão, cobertores e camas dobráveis, além de materiais de socorro especializados para regiões de alta altitude e frio intenso. A força aérea nacional também participou das operações de resgate, enviando drones para a área. Forças terrestres, helicópteros e serviços médicos do Comando Aéreo do Teatro Ocidental foram mobilizados.
As temperaturas na região no momento do terremoto eram estimadas em −8 °C e esperavam cair para −18 °C durante a noite. O Comando do Teatro Ocidental do Exército de Libertação Popular também foi mobilizado para auxiliar nos esforços de alívio. O Centro Chinês de Dados e Aplicações de Satélites de Recursos implantou oito satélites para monitorar a área. A área cênica do Monte Qomolangma foi temporariamente fechada, e 530 visitantes foram evacuados.
Xi Jinping, Líder do Partido Comunista da China, ordenou "esforços de resgate em massa". Ele pediu que os órgãos competentes tratassem os feridos, reparassem a infraestrutura danificada e realocassem os deslocados. O governo chinês anunciou a alocação de 100 milhões de yuans para os esforços de socorro. No Nepal, forças de segurança foram enviadas para áreas afetadas pelo terremoto.